# 道の駅奥伊勢おおだい
道の駅奥伊勢おおだい（みちのえき おくいせおおだい）は、三重県多気郡大台町佐原にある国道42号の道の駅である。

## 沿革
- 1999年（平成11年）8月27日 - 道の駅に登録される[要出典]。
- 2015年（平成27年）1月30日 - 重点道の駅候補に選定される[4]。
- 2016年（平成28年）1月27日 - 国土交通省により平成27年度重点「道の駅」に選定される[5]。

## 主な施設
- 駐車場
  - 普通車：50台[2]
  - 大型車：7台[2]
  - 身障者用：2台[2]
- トイレ
  - 男：大 2器（1器）、小 14器（14器）
  - 女：11器（2器）
  - 身障者用：1器（1器）

※（）内は24時間使用可能
- 特産品コーナー（8:00 - 18:00）[2]
- まごころ食堂（8:00 - 16:30）[2]
- まごころ屋台（平日 11:00 - 16:00・土日祝日 10:00 - 16:00）[2]

## 休館日
- 年末年始（1月1日・1月2日）[2]

## アクセス
- 国道42号 - 登録路線

自動車
- 紀勢自動車道大宮大台ICより約3分。

## 周辺
- フェアフィールド・バイ・マリオット・三重おおだい（当駅に隣接、公式サイトを参照）
  - 積水ハウスとマリオット・インターナショナルとの合弁事業によるホテルで、2021年（令和3年）3月9日に開業した[6][7][8][9][10]。三重県内では道の駅パーク七里御浜に続く2例目となった[7][9][10]。
- 大台町役場
- 大台町立図書館
- 三重県警察大台警察署
- 東海旅客鉄道（JR東海）紀勢本線 三瀬谷駅
- 奥伊勢フォレストピア